# Polygala triquetra
Polygala triquetra är en jungfrulinsväxtart som beskrevs av Presl. Polygala triquetra ingår i släktet jungfrulinssläktet, och familjen jungfrulinsväxter. Inga underarter finns listade i Catalogue of Life.